# 青森県指定文化財一覧
青森県指定文化財一覧（あおもりけんしていぶんかざいいちらん）は、青森県指定の文化財や史跡等を一覧形式でまとめたものであるが、全てを掲載しているわけではない。

## 県重宝

### 建造物
- 久祥院殿位牌堂〔弘前市西茂森〕 1955年1月7日指定 ※隣松寺
- 三尊仏及びその厨子堂〔弘前市西茂森〕 1957年1月11日指定 ※長勝寺
- 檜山御前五輪塔〔三戸郡三戸町同心町字古間木平〕 1958年1月22日指定 ※長栄寺
- 青銅塔婆〔東津軽郡今別町今別字今別〕 1959年5月6日指定 ※本覚寺
- 南部利直霊屋〔三戸郡南部町小向字正寿寺〕 1973年12月3日指定
- 法眼寺鐘楼堂〔黒石市山形町〕 1978年8月24日指定 ※法眼寺
- 八戸城角御殿表門〔八戸市内丸〕 1981年4月18日指定
- 見町観音堂〔上北郡七戸町見町〕 1985年4月27日指定 ※見町観音堂
- 旧岩田家住宅〔弘前市若党町〕 1985年4月27日指定
- 稲荷神社本殿〔三戸郡三戸町斗内字田屋ノ下〕 1990年3月16日指定 ※稲荷神社
- 南宗寺山門〔八戸市長者〕 1991年3月13日指定 ※南宗寺
- 新羅神社本殿、拝殿〔八戸市長者〕 1991年3月13日指定 ※長者山新羅神社
- 旧八戸小学講堂〔八戸市大字八幡町八幡丁〕 1991年3月13日指定 ※櫛引八幡宮
- 旧東奥義塾外人教師館〔弘前市下白銀町〕 1993年1月22日指定
- 旧弘前市立図書館〔弘前市下白銀町〕 1993年1月22日指定
- 熊野宮本殿〔弘前市茜町〕 1993年1月22日指定 ※熊野宮
- 日本聖公会弘前昇天教会教会堂〔弘前市山道町〕 1993年4月16日指定 ※日本聖公会弘前昇天教会
- 巌鬼山神社本殿〔弘前市十腰内字猿沢〕 1993年4月16日指定 ※巌鬼山神社
- 法眼寺本堂〔黒石市山形町〕 1993年4月16日指定 ※法眼寺
- 旧青森県尋常中学校本館〔弘前市新寺町〕 1993年7月19日指定
- 日本基督教団弘前教会教会堂〔弘前市元寺町〕 1993年7月19日指定 ※日本基督教団弘前教会
- 飯詰八幡宮本殿〔五所川原市飯詰字福泉〕 1994年1月21日指定 ※飯詰八幡宮
- 袋宮寺本堂〔弘前市新寺町〕 1994年4月25日指定 ※袋宮寺
- 円明寺本堂〔弘前市新寺町〕 1994年4月25日指定 ※円明寺
- 報恩寺本堂〔弘前市新寺町〕 1994年4月25日指定 ※報恩寺
- 猿賀神社本殿〔平川市猿賀石林〕 1994年4月25日指定 ※猿賀神社
- 本行寺護国堂〔弘前市新寺町〕 1995年4月19日指定 ※本行寺
- 寶福寺本堂〔三戸郡五戸町浅水字浅水〕 1995年4月19日指定 ※寶福寺
- 野辺地八幡宮本殿、末社金刀比羅宮本殿辺〔上北郡野辺地町字笹館〕 1997年7月30日指定 ※野辺地八幡宮
- 青岩寺本堂〔上北郡七戸町字町〕 1997年7月30日指定 ※青岩寺
- 旧圓子家住宅〔三戸郡五戸町倉石中市字中市〕 2001年6月29日指定
- 南部安信の墓（宝篋印塔）〔三戸郡南部町小向字馬場坂〕 2002年4月17日指定
- 旧坪田家住宅〔青森市浪岡字岡田〕 2002年11月18日指定
- 黒石市消防団第三分団第三消防部屯所〔黒石市甲徳兵衛町〕 2003年7月14日指定
- 五戸町消防団第一分団屯所〔三戸郡五戸町字野月〕 2003年7月14日指定
- 旧伊東家住宅〔弘前市若党町〕 2005年3月14日指定
- 旧橋本家住宅〔三戸郡田子町田子字川代ノ上ミ〕 2005年3月14日指定
- 円覚寺宝篋印塔〔西津軽郡深浦町深浦字浜町〕 2006年7月14日指定 ※円覚寺
- 大慈寺（松館）山門〔八戸市大字松館字古里〕 2009年2月18日指定 ※大慈寺
- 岩木山神社社務所〔弘前市百沢字寺沢〕 2011年8月19日指定 ※岩木山神社

### 絵画
- 世界地図屏風〔青森市本町〕 1958年1月22日指定
- 親鸞上人連座御影〔西津軽郡鰺ヶ沢町釣町〕 1963年4月10日指定 ※来生寺
- 阿弥陀如来像〔西津軽郡鰺ヶ沢町釣町〕 1963年4月10日指定 ※来生寺
- 絹本著色当麻曼荼羅図〔弘前市新寺町〕 1991年3月13日指定 ※貞昌寺
- 新井晴峰筆紙本著色観桜観楓図屏風〔弘前市下白銀町〕 2004年1月21日指定 ※弘前市立博物館
- 絹本著色聖宝僧正像〔西津軽郡深浦町大字深浦字浜町〕 2005年7月20日指定 ※円覚寺

### 彫刻
- 木彫阿弥陀如来立像〔弘前市新寺町〕 1956年5月14日指定 ※西光寺
- 獅子頭〔三戸郡三戸町梅内字村中〕 1956年5月14日指定
- 舞楽面〔弘前市百沢字寺沢〕 1956年5月14日指定 ※岩木山神社所有、弘前城史料館展示
- 木彫阿弥陀如来立像〔青森市野内字菊川〕 1957年1月11日指定 ※當古寺
- 薬師如来三門本尊〔弘前市西茂森〕 1957年1月11日指定 ※長勝寺
- 津軽為信木像〔弘前市西茂森〕 1957年1月11日指定 ※長勝寺
- 十一面観音立像〔三戸郡南部町大向字長谷〕 1958年1月22日指定 ※恵光院
- 木彫阿弥陀如来立像〔上北郡野辺地町字寺ノ沢〕 1958年6月25日指定 ※海中寺
- 十一面観世音立像〔弘前市新寺町〕 1958年6月25日指定 ※袋宮寺
- 木彫十一面観音立像〔下北郡佐井村佐井字古佐井〕 1959年10月6日指定 ※長福寺
- 十一面観音像〔三戸郡田子町田子字清水頭〕 1960年6月24日指定
- 弥勒菩薩像〔三戸郡田子町田子字清水頭〕 1960年6月24日指定
- 阿弥陀如来像〔弘前市下白銀町〕 1962年6月29日指定 ※吉祥寺所有、弘前市立博物館展示
- 十一面観音像〔弘前市新寺町〕 1962年6月29日指定 ※西福寺
- 地蔵像〔弘前市新寺町〕 1962年6月29日指定 ※西福寺
- 十一面観音像〔南津軽郡田舎館村田舎館東田〕 1962年6月29日指定 ※田舎館村
- 観世音菩薩像〔東津軽郡外ヶ浜町三厩字家ノ上〕 1963年6月4日指定 ※龍馬山義経寺
- 如来立像〔むつ市大湊上町〕 1964年6月30日指定 ※常楽寺
- 菩薩坐像〔東津軽郡蓬田村阿弥陀川字汐干〕 1966年1月12日指定 ※正法院
- 菩薩坐像（寺伝薬師如来像）〔西津軽郡鰺ヶ沢町富根町〕 1966年1月12日指定 ※延寿院
- 菩薩坐像〔平川市沖館字宮崎266-3〕 1966年1月12日指定 ※沖館神明宮
- 舞楽面〔八戸市八幡字八幡丁〕 1971年9月6日指定 ※櫛引八幡宮
- 十一面観世音菩薩坐像〔三戸郡三戸町同心町字熊ノ林〕 1981年4月18日指定 ※観福寺
- 聖観世音菩薩立像〔上北郡おいらせ町阿光坊〕 1981年4月18日指定 ※聖福寺
- 阿弥陀如来立像〔三戸郡三戸町同心町字諏訪内〕 1981年4月18日指定 ※悟真寺
- 円空作木造男神像〔北津軽郡中泊町小泊字小泊〕 1990年3月16日指定
- 円空作木造観音菩薩坐像〔青森市浪岡北中野字天王〕 1990年8月3日指定 ※西光院
- 円空作木造観音菩薩坐像〔青森市浪岡大釈迦字山田〕 1997年5月14日指定 ※元光寺
- 木造舞楽面 木造能面〔青森市問屋町〕 1999年1月22日指定 ※大星神社

### 工芸品
- 鎧櫃〔八戸市中居林字彦五郎〕 1956年5月14日指定
- 古瀬戸瓶子〔青森市本町〕 1956年5月14日指定
- 鰐口 銘正長二年七月十四日〔平川市広船広沢〕 1956年5月14日指定 ※広船神社
- 鰐口 銘至徳二年六月二十四日〔西津軽郡深浦町深浦字浜町〕 1956年5月14日指定 ※円覚寺
- 釣燈籠〔弘前市百沢字寺沢〕 1956年5月14日指定 ※岩木山神社
- 日本刀 銘相州住綱広〔弘前市百沢字寺沢〕 1956年5月14日指定 ※岩木山神社
- 津軽信政着用具足〔弘前市高岡字神馬野〕 1956年5月14日指定 ※高照神社
- 短刀 銘波岡森宗〔弘前市在府町〕 1956年5月14日指定
- 梵鐘〔五所川原市飯詰字福泉〕 1962年11月16日指定 ※長円寺
- 日本刀 銘津軽主為信相州綱廣呼下作之〔弘前市坂本町〕 1962年11月16日指定
- 日本刀 無銘（伝備中古青江貞次作）〔青森市本町〕 1962年11月16日指定
- 鰐口 慶長九年奉納銘〔弘前市十腰内字猿沢〕 1962年11月16日指定 ※巌鬼山神社
- 日本刀 銘陸奥大掾橘盛宗〔八戸市新井田字横町〕 1962年11月16日指定
- 短刀 銘奥州津軽住国廣〔弘前市下白銀町〕 1966年5月25日指定 ※弘前市立博物館
- 日本刀 銘奥観寿藤原吉廣〔八戸市小中野〕 1968年4月5日指定
- 金梨子地牡丹紋散蒔絵糸巻太刀拵〔平川市原田村元〕 1969年12月15日指定
- 日本刀 銘吉治郎紀正賀鋳外濱砂鉄作之〔むつ市大湊新町〕 1969年12月15日指定
- 剣 銘以外濱砂鉄紀正賀謹鍛造〔むつ市大湊新町〕 1969年12月15日指定
- 鰐口 応永十二年銘〔八戸市八幡字八幡丁〕 1971年9月6日指定 ※櫛引八幡宮
- 日本刀 銘備州長船幸光〔八戸市八幡字八幡丁〕 1971年9月6日指定 ※櫛引八幡宮
- 金梨子地牡丹紋散蒔絵衛府太刀拵〔黒石市市ノ町〕 1974年10月14日指定 ※黒石神社
- 日本刀 銘津軽住安宗〔北津軽郡板柳町福野田字実田〕 1981年4月18日指定
- 津軽塗〔弘前市下白銀町〕 1995年4月19日指定
- 高照神社刀剣類〔弘前市高岡字神馬野〕 2000年4月19日指定 ※高照神社
- 津軽漆塗手板〔弘前市下白銀町〕 2003年4月14日指定 ※弘前市
- 津軽塗(変わり塗)五段重箱及び弁当箱〔弘前市寒沢町〕 2004年7月16日指定
- 菊牡丹唐草轡十字紋蒔絵漆器〔八戸市根城東構・八戸市鷹匠小路〕 2006年2月1日指定
- 唐草南部鶴紋蒔絵漆器〔八戸市根城東構・八戸市鷹匠小路〕 2006年4月19日指定
- 南部鶴紋蒔絵漆器〔八戸市鷹匠小路〕 2006年4月19日指定
- 黒塗御寺膳揃 一揃〔むつ市新町〕 2009年2月18日指定

### 書籍
- 久祥院殿写経〔弘前市西茂森〕 1955年1月7日指定 ※隣松寺
- 新編文林全集〔八戸市番町〕 1956年5月14日指定

### 考古資料
- 石棒〔青森市合浦〕 1955年1月7日指定
- 蕨手刀〔上北郡七戸町字七戸〕 1956年5月14日指定
- 蕨手刀〔弘前市田町〕 1956年5月14日指定 ※熊野奥照神社
- 縄文式尖底土器〔青森市本町〕 1956年5月14日指定 ※青森県立名久井農業高等学校
- 亀ヶ岡式皿形彩色土器〔つがる市木造亀ヶ岡亀山〕 1956年5月14日指定
- 亀ヶ岡式壷形彩色土器〔青森市浪岡字細田〕 1956年5月14日指定
- 亀ヶ岡式壷形羽状縄文土器〔青森市浪岡字細田〕 1956年5月14日指定
- 亀ヶ岡式浅鉢形台付土器〔青森市浪岡字細田〕 1956年5月14日指定
- 盤形籃胎漆器〔つがる市木造館岡屏風山〕 1956年5月14日指定
- 亀ケ岡式壷形丹漆塗土器〔青森市本町〕 1956年5月14日指定
- 縄文式甕形土器〔八戸市根城字東構〕 1956年5月14日指定
- 縄文式土偶〔青森市本町〕 1956年5月14日指定
- 亀ケ岡式壷形土器（東京都台東区上野公園）1956年5月14日指定
- 縄文式土器〔八戸市是川字中居〕 1959年10月6日指定 ※清水寺
- 縄文式注口土器〔青森市本町〕 1961年1月14日指定
- 漆塗壷形土器〔青森市本町〕 1962年3月13日指定
- 勾玉〔青森市本町〕 1962年3月13日指定
- 鯨骨製青竜刀形骨器、鹿角製尖頭器、猪牙製垂飾品、鹿角製叉状品〔上北郡七戸町字森ノ上〕 1962年3月13日指定 ※七戸町教育委員会
- 垂柳遺跡出土品〔南津軽郡田舎館村高樋字大曲〕 1971年5月6日指定
- 亀ヶ岡式土器〔つがる市木造亀ヶ岡亀山〕 1971年6月10日指定
- 縄文式板状土偶〔八戸市是川字中居〕 1972年4月6日指定 ※清水寺
- 石神遺跡出土縄文式遺物〔つがる市森田町森田月見野〕 1973年12月3日指定
- 亀ケ岡遺跡出土品（風韻堂）〔青森市本町〕 1977年7月21日指定
- 亀ヶ岡式香炉形土器〔つがる市木造亀ヶ岡亀山〕 1983年4月16日指定
- 縄文土器(狩猟文土器)〔青森市本町〕 1990年3月16日指定
- 鹿島沢古墳群出土品（一括）〔八戸市根城字東構〕 2002年4月17日指定
- 二枚橋（2）遺跡出土品（一括）〔むつ市大畑町字中島〕 2002年4月17日指定
- 大森勝山遺跡出土の旧石器〔弘前市上白銀町〕 2003年4月14日指定
- 細隆起線文尖底深鉢形土器〔青森市本町〕 2003年4月14日指定
- 長者久保遺跡出土品 〔上北郡野辺地町野辺地〕 2012年4月16日指定

### 歴史資料
- 棟札〔青森市本町〕 1955年1月7日指定
- 長栄寺正応碑〔三戸郡三戸町同心町字古間木平〕 1958年1月22日指定 ※長栄寺
- 南部利康公位牌〔三戸郡三戸町梅内字城ノ下〕 1958年1月22日指定 ※三戸大神宮祖霊社
- 青銅擬宝珠〔三戸郡三戸町梅内字城ノ下〕 1972年3月15日指定
- 湊家文書〔八戸市小中野〕 1972年4月6日指定
- 天保三辰ヨリ七ヶ年凶作日記（内題「市川日記」）〔八戸市旭ヶ丘〕 1996年5月22日指定
- 明暦二年津軽十郎左衛門拝領 山形黒石領外浜平内領検地帳（明暦の検地帳）〔黒石市市ノ町〕 2000年4月19日指定
- 棟札（田屋熊野神社 文明十八年銘）〔下北郡東通村田屋〕 2000年8月30日指定 ※熊野神社
- 陸奥国津軽郡之絵図（正保国絵図写）〔青森市本町〕 2011年4月6日指定

## 無形文化財
- 根笹派大音笹流錦風流尺八〔弘前市〕 1981年6月23日指定
- 津軽箏曲郁田流〔青森市〕 1981年9月26日指定

## 民俗文化財

### 有形民俗文化財
- 順礼札〔三戸郡南部町大向字長谷〕 1958年1月22日指定 ※恵光院
- 笈〔三戸郡南部町大向字長谷〕 1958年1月22日指定 ※恵光院
- 躄機〔三戸郡田子町田子字天神堂向〕 1960年3月26日指定 ※田子町教育委員会
- アイヌの腰刀〔むつ市大湊新町〕 1961年1月14日指定
- 泊の丸木舟〔三沢市古間木山〕 1962年1月12日指定 ※三沢奥入瀬観光
- 銀熨斗包印籠刻蝦夷腰刀拵〔むつ市大湊新町〕 1981年6月23日指定
- 南部地方の紡織用具及び麻布〔青森市岡町字宮本〕 1984年7月28日指定
- 高照神社奉納額絵馬〔弘前市高岡字神馬野〕 1990年8月3日指定 ※高照神社
- 舟ヶ沢の丸木舟〔上北郡東北町塔ノ沢山〕 1995年4月19日指定
- 青森の刺しこ着〔青森市松原〕 2000年1月19日指定
- 東通村目名不動院伝来能舞面〔下北郡東通村砂子又字沢向〕 2001年6月29日指定
- 順礼札（隅ノ観音堂）〔三戸郡南部町小向字鱒沢〕 2002年3月13日指定

### 無形民俗文化財
- 南部切田神楽（南部切田神楽会）〔十和田市切田字下切田〕 1956年5月14日指定
- 津軽神楽（津軽神楽保存会）〔弘前市常盤坂〕 1956年5月14日指定
- 南部駒踊（洞内南部駒踊保存会）〔十和田市洞内字沼田野〕 1959年10月6日指定
- 南部駒踊（高館駒踊組）〔八戸市河原木字高館〕 1959年10月6日指定
- 南部駒踊（浜三沢駒踊保存会）〔三沢市三沢字浜三沢〕 1959年10月6日指定
- 鶏舞（平内鶏舞組）〔三戸郡階上町平内〕 1959年10月6日指定
- 田子神楽（田子神楽保存会）〔三戸郡田子町田子字七日市〕 1961年1月14日指定
- 高田獅子（鹿）踊（高田獅子踊保存会）〔青森市高田字川瀬〕 1961年1月14日指定
- 吉野田獅子（鹿）踊（吉野田獅子踊保存会）〔青森市浪岡吉野田〕 1961年1月14日指定
- 尾崎獅子（熊）踊（尾崎獅子踊保存会）〔平川市尾崎〕 1961年1月14日指定
- 八幡崎獅子（熊）踊（八幡崎郷土芸能保存会）〔平川市八幡崎〕 1961年1月14日指定
- 種市獅子（鹿）踊（種市獅子同好会）〔弘前市種市〕 1961年1月14日指定
- 一野渡獅子（熊）踊（一野渡獅子会）〔弘前市一野渡〕 1961年1月14日指定
- 古懸獅子（熊）踊（古懸獅子舞保存会）〔平川市古懸〕 1961年1月14日指定
- 南部駒踊（赤保内駒踊組）〔三戸郡階上町赤保内〕 1961年10月6日指定
- 水木獅子（鹿）踊（水木獅子踊保存会）〔南津軽郡藤崎町水木〕 1962年1月12日指定
- 大沢獅子（熊）踊（大沢獅子舞保存会）〔弘前市大沢〕 1962年1月12日指定
- 浅井獅子（鹿）踊（浅井獅子倶楽部）〔五所川原市浅井〕 1962年1月12日指定
- 悪戸獅子（熊）踊（悪戸獅子会）〔弘前市悪戸〕 1962年1月12日指定
- 南部駒踊（南部駒踊石沢保存会）〔三戸郡五戸町倉石字石沢〕 1962年6月29日指定
- 嘉瀬奴踊（嘉瀬奴踊保存会）〔五所川原市金木町嘉瀬〕 1969年12月15日指定
- 念仏鶏舞（沼崎念仏鶏舞保存会）〔上北郡東北町大浦字家の前〕 1971年5月6日指定
- 加賀美流騎馬打毬（八戸騎馬打毬会）〔八戸市〕 1972年3月15日指定
- 金ヶ沢鶏舞（金ヶ沢鶏舞保存会）〔三戸郡新郷村戸来字金ヶ沢〕 1976年6月26日指定
- 三ッ目内獅子（熊）踊（三ッ目内獅子舞保存会）〔南津軽郡大鰐町三ッ目内〕 1979年7月24日指定
- 東通神楽（東通村郷土芸能保存連合会）〔下北郡東通村〕 1980年3月18日指定
- 鮫の神楽（鮫神楽連中）〔八戸市鮫町字上鮫〕 1980年10月21日指定
- 斗内獅子舞（斗内獅子舞保存会）〔三戸郡三戸町斗内〕 1980年10月21日指定
- 広船獅子（熊）踊（広船獅子踊保存会）〔平川市広船〕 1981年6月23日指定
- 金木さなぶり荒馬踊（金木さなぶり荒馬保存会）〔五所川原市金木町朝日山〕 1981年9月26日指定
- 田子の虫追い（細野虫追い保存会・飯豊自治会）〔三戸郡田子町相米字細野・原字飯豊〕 1983年1月20日指定
- 大川原の火流し（大川原火流し保存会）〔黒石市大川原〕 1983年1月20日指定
- 岩崎の鹿島祭（鹿島祭保存会）〔西津軽郡深浦町〕 1984年1月24日指定
- 福浦の歌舞伎（福浦芸能保存会）〔下北郡佐井村長後〕 1984年7月28日指定
- 法霊神楽（おがみ神社法霊神楽保存会）〔八戸市内丸〕 1986年2月4日指定
- 東通のもちつき踊（東通村郷土芸能保存連合会）〔下北郡東通村〕 1987年1月27日指定
- 東通村の獅子舞（東通村郷土芸能保存連合会）〔下北郡東通村〕 1991年3月13日指定
- 横浜町の獅子舞（横浜町郷土芸能保存会）〔上北郡横浜町〕 1992年3月11日指定
- 横浜町の神楽（横浜町郷土芸能保存会）〔上北郡横浜町〕 1992年3月11日指定
- 黒石ねぷた（黒石ねぷた保存会）〔黒石市〕 1993年4月16日指定
- 岩崎の獅子（鹿）踊<大間越獅子踊保存会・正久獅子舞保存会>〔西津軽郡深浦町大間越・久田〕 1995年4月19日指定
- 田名部の山車行事〔むつ市〕 1999年1月22日指定
- 川内の山車行事〔むつ市〕 1999年1月22日指定
- 佐井の山車行事（佐井の山車行事保存会）〔下北郡佐井村〕 1999年1月22日指定
- 上十川獅子踊（上十川鹿獅子踊愛好会）〔黒石市上十川〕 1999年7月23日指定
- 脇野沢の山車行事〔むつ市〕 2000年4月19日指定
- 大畑の山車行事（大畑町八幡宮例祭山車行事保存会）〔むつ市〕 2000年8月30日指定
- 風間浦の山車行事（風間浦の山車行事保存会）〔下北郡風間浦村〕 2000年8月30日指定
- 今別町の荒馬（荒馬保存会）〔東津軽郡今別町〕 2003年4月14日指定
- 岡三沢神楽（岡三沢神楽保存会）〔三沢市岡三沢〕 2010年7月21日指定
- 相内の虫送り（相内青年団）〔五所川原市相内〕 2011年4月6日指定

## 記念物

### 史跡
- 関の古碑群〔西津軽郡深浦町関字栃沢〕 1955年1月7日指定
- 八戸南部家墓所〔八戸市長者〕 1955年1月7日指定
- 唐馬の碑〔三戸郡三戸町川守田字下比良〕 1960年1月23日指定
- 一里塚〔八戸市十日市天摩〕 1961年6月10日指定
- 一里塚〔十和田市伝法寺字平窪、上ノ沢〕 1961年10月6日指定
- 一里塚〔十和田市大沢田字池ノ平〕 1961年10月6日指定
- 一里塚〔上北郡野辺地町坊ノ塚〕 1962年6月29日指定
- 一里塚〔上北郡七戸町字卒古沢〕 1962年6月29日指定
- 一里塚〔上北郡七戸町字森ノ上、森ノ下〕 1962年6月29日指定
- 一里塚〔八戸市南郷区頃巻沢字長久保〕 1962年6月29日指定
- 一里塚〔八戸市南郷区市野沢字新田、中野字大久保〕 1962年6月29日指定
- 一里塚〔八戸市南郷区大森字砂子崎、字林崎〕 1962年6月29日指定
- 八幡崎遺跡〔平川市八幡崎宮本〕 1969年12月15日指定
- 藩境塚〔東津軽郡平内町狩場沢字関口・上北郡野辺地町字柴崎〕 1969年12月15日指定
- 野辺地戦争戦死者の墓所〔上北郡野辺地町字鳥井平〕 1976年12月11日指定
- 一里塚〔三戸郡三戸町目時字中野、梅内字大反り前田〕 1988年1月16日指定
- 斗内千人塚 墳丘 供養塔〔三戸郡三戸町斗内字清水田〕 1988年1月16日指定
- 餓死萬霊等供養塔及び戒壇石〔八戸市新井田字寺ノ上〕 1988年1月16日指定
- 中里城遺跡〔北津軽郡中泊町中里字亀山〕 2003年4月14日指定
- 平舘台場跡〔東津軽郡外ヶ浜町平舘田の沢〕 2004年4月19日指定

### 名勝
- 成田家庭園〔弘前市樹木〕 2000年8月30日指定
- 貞昌寺庭園〔弘前市新寺町〕 2002年7月24日指定

### 天然記念物
- 赤根沢の赤岩〔東津軽郡今別町砂ヶ森字赤根沢〕 1955年1月7日指定
- 茨島のトチノキ〔三戸郡階上町赤保内字茨島〕 1955年1月7日指定
- 関の杉〔西津軽郡深浦町関字栃沢〕 1955年1月7日指定
- 大杉〔弘前市十腰内字猿沢〕 1956年5月14日指定 ※巌鬼山神社
- 銀南木〔上北郡七戸町銀南木五奄河原〕 1956年5月14日指定 ※銀南木町内会
- 桑の木〔三戸郡三戸町六日町〕 1956年5月14日指定
- うつぎ〔三戸郡階上町赤保内字蛭子〕 1956年5月14日指定
- 天狗杉〔三戸郡南部町大向字長谷〕 1958年1月22日指定 ※恵光院
- 爺杉〔三戸郡南部町法光寺字法光寺〕 1958年1月22日指定 ※法光寺
- 法光寺参道松並木〔三戸郡南部町法光寺字法光寺〕 1958年1月22日指定 ※法光寺
- 十三湖の白鳥〔五所川原市十三湖〕 1960年3月26日指定 ※五所川原市教育委員会管理
- 大湊湾の白鳥〔むつ市〕 1960年6月24日指定 ※むつ市教育委員会管理
- りんごの樹〔つがる市柏桑野木田字千年〕 1960年11月11日指定
- カヤの木〔八戸市南郷区島守字門前〕 1967年1月11日指定 ※高松寺
- イチイ〔北津軽郡板柳町横沢字花岡〕 1971年9月6日指定 ※無量庵
- 関根の松〔三戸郡三戸町川守田字関根〕 1972年3月15日指定
- モミの木〔十和田市沢田字水尻山〕 1972年12月6日指定
- クヌギ〔十和田市沢田字野倉沢〕 1972年12月6日指定
- 小川原湖のハクチョウ〔三沢市・上北郡〕 1972年12月6日指定 ※三沢市教育委員会管理
- 藤崎のハクチョウ〔南津軽郡藤崎町地内平川水域〕 1976年1月26日指定 ※藤崎町教育委員会管理
- 金木町玉鹿石〔五所川原市金木町喜良市字小田川国有林〕 1980年1月24日指定 ※五所川原市教育委員会管理
- 妙堂崎のモミの木（トドロッポ）〔北津軽郡鶴田町妙堂崎字掛元〕 1984年4月19日指定
- 妙経寺のカヤの木〔黒石市京町字寺町〕 1988年10月25日指定 ※妙経寺
- 燈明杉〔弘前市大沢字堂ヶ平〕 1993年4月16日指定 ※大沢町会
- 根岸の大いちょう〔上北郡おいらせ町字東下谷地〕 1994年4月25日指定
- 横浜町のゲンジボタルおよびその生息地〔上北郡横浜町上田ノ沢・吹越・長下地区〕 1996年5月22日指定 ※横浜町教育委員会管理
- わむら（上村）のカシワの木〔三戸郡五戸町倉石中市字中市〕 1996年5月22日指定
- 向外瀬のモクゲンジ（センダンバノボダイジュ）〔弘前市向外瀬〕 1997年5月14日指定
- 天満宮のシダレザクラ〔弘前市西茂森〕 1998年4月22日指定 ※天満宮
- 鬼沢のカシワ（鬼神腰掛柏）〔弘前市鬼沢字猿沢〕 1998年4月22日指定 ※鬼神社
- 百沢街道及び高岡街道の松並木〔弘前市百沢・高岡ほか〕 1999年4月21日指定
- 寒立馬とその生息地〔下北郡東通村尻屋字念仏間〕 2002年11月18日指定 ※東通村産業振興公社
- 中野神社対植えのモミ〔黒石市南中野不動舘〕 2008年4月25日指定 ※中野神社
- 西光寺のシダレザクラ〔上北郡野辺地町寺ノ沢〕 2011年8月19日指定 ※西光寺